# Raise
Raise es el primer álbum de estudio de la banda británica de rock alternativo Swervedriver. El álbum solamente contiene seis canciones; "Son of Mustang Ford", "Rave Down" y "Sandblasted" fueron extraídas de grabaciones y EP anteriores de la banda, entre 1990 y 1991.

## Lista de canciones
1. "Sci-Flyer" – 5:12
2. "Pile-Up" – 3:42
3. "Son of Mustang Ford" – 4:11
4. "Deep Seat" – 6:04
5. "Rave Down" – 5:06
6. "Sunset" – 5:24
7. "Feel So Real" – 4:40
8. "Sandblasted" – 5:41
9. "Lead Me Where You Dare..." – 4:53

## Personal
- Adam Franklin - voz y guitarra
- Jimmy Hartridge - voz y guitarra
- Adi Vines - bajo
- Graham Bonnar - batería